# Alomanti

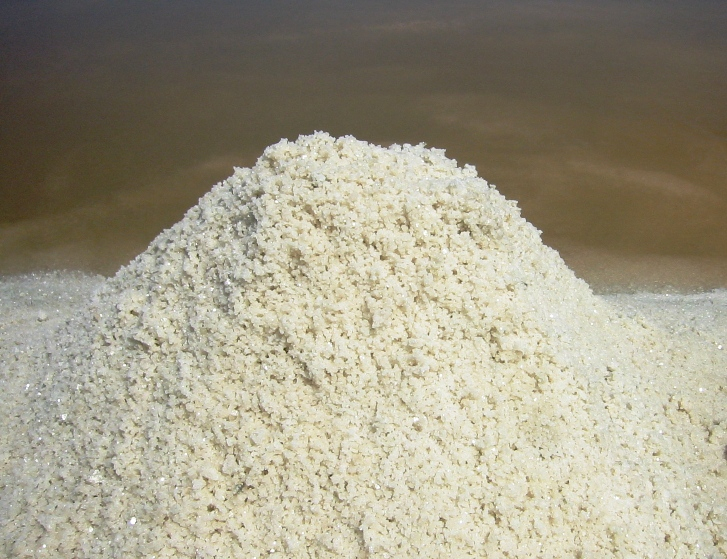
Havssalt som kan användas i alomanti.

Alomanti är konsten att spå med hjälp av salt. Likt många andra spådomskonster kastar siaren upp salt i luften och tittar på mönstret som bildas när saltet dalar ner i luften eller när det lagt sig.